# SV Darmstadt 98
SV Darmstadt 98, Sportverein Darmstadt 1898 e.V., Die Lilien ("liljorna"), är en idrottsklubb i Darmstadt, Tyskland, mest känd för sin fotbollssektion. 
SV Darmstadts klubbmärke består av en fransk lilja.
Säsongen 2024/2025 spelar die Lilien i Tysklands näst högsta division, 2. Bundesliga.

## Stadion
SV Darmstadt 98 spelar sina hemmamatcher på Stadion am Böllenfalltor, något man gjort sedan arenan invigdes 1921. Sedan juli 2014 heter arenan Merck-Stadion am Böllenfalltor då läkemedels- och kemiföretag Merck KGAA köpte namnrättigheten. Under Bundesligasäsongen 2016/17 byttes stadions namn temporärt till Jonathan-Heimes-Stadion am Böllenfalltor. Sponsorn Merck valde att under den tiden hedra supportern Jonathan Heimes som avled 2016.

## Kända spelare
- Bruno Labbadia
- Bum-Kun Cha
- Freddy Borg
- Júnior Díaz
- Alexander Milošević
- Hamit Altintop
- Kevin Grosskreutz
- Niklas Süle
- Thomas Poppler Isherwood